# Desa Karangharja (administrativ by i Indonesien, lat -6,26, long 106,40)
Desa Karangharja är en administrativ by i Indonesien.   Den ligger i provinsen Jawa Barat, i den västra delen av landet, 50 km väster om huvudstaden Jakarta.